# Batalla de Octoduro
La batalla de Octoduro se dio en el 57 a. C. cuando los romanos avanzan al territorio de las tribus belgas, que se aliaron y defendieron, solo los remos se aliaron con Roma, tras varias batallas los romanos parecían haber dominado la situación, momento que se rebelan los veragros y sedunos, poniendo en problemas la situación para César.
Julio César le dedica un capítulo de su libro De Bello Gallico, donde se narra el episodio como una gloriosa victoria y una retirada estratégica. De hecho, los romanos pueden haber sido golpeados y empujados más allá de la cuenca del lago Ginebra y los pueblos celtas del Valais, se presentará en el año 15 a. C. en la rebelión gala sometida por del futuro emperador Tiberio.

## Causas
En el otoño del año 57 a. C., a Servio Sulpicio Galba se envía con la legio XII, que también regresaba de la Galia Bélgica, y parte de la caballería para abrir un camino a través de las montañas, entre los nantuates y los veragros con los sedunos, cuyo territorio se extiende desde la tierra de los alóbroges, el lago de Ginebra y el Ródano a los Altos Alpes. La misión es abrir una ruta comercial a través de los Alpes y los aborígenes de Mont-Joux (Gran San Bernardo). 
Galba abandona el territorio de los alóbroges con la duodécima legión y parte de la caballería. En el extremo oriental del lago de Ginebra, de que entre en el país de los nantuates. Después de algunos combates y capturar varias fortalezas, la paz se firma con los nantuates. Deja detrás de dos cohortes de acantonamiento. Continúa hasta territorio de los veragros. Alcanzado el Vicus cerca de Octoduro (ahora Martigny, Valais), los romanos, los galos empujar más allá del río que separa la ciudad en dos y comenzó a instalar sus cuarteles de invierno en el valle dejarse en blanco. Tras tomar la ciudad pasa a controlar la región.

## La batalla
A los pocos días después de la instalación, ante el asombro de los romanos (que han tomado la precaución han puesto a muchos niños como rehenes), los exploradores de Galba anuncian que la parte de los aborígenes a la izquierda del Vicus ha sido borrada. Una multitud de guerreros veragros, con la ayuda de sus vecinos sedunos, han salido de las colinas y hostigar el campamento romano de sus flechas. Después de seis horas de batalla, los galos casi han tomado el lugar. Tropas romanas se han agotado y la falta de municiones. Los romanos salen de la fortaleza y obligan a huir a los galos. Ante el temor de un nuevo ataque en invierno, los romanos retroceden a tierra de los alóbroges.